# Campionati del mondo di atletica leggera indoor 2010 - Salto in alto maschile
La gara si è tenuta il 12 (qualificazioni) ed il 14 marzo 2010 (finale).

## Risultati

### Qualificazione
Si qualifica chi salta 2.31 m o rientra nei primi 8.
| Classifica | Atleta             | Nazionalità   | 2.18 | 2.23 | 2.26 | 2.29 | Risultati | Note |
| ---------- | ------------------ | ------------- | ---- | ---- | ---- | ---- | --------- | ---- |
| 1          | Ivan Ukhov         | Russia        | xo   | o    | o    | o    | 2.29      | q    |
| 2          | Jaroslav Rybakov   | Russia        | o    | o    | o    | xo   | 2.29      | q    |
| 3          | Samson Oni         | Gran Bretagna | xo   | o    | o    | xx   | 2.26      | q    |
| 3          | Jesse Williams     | Stati Uniti   | xo   | o    | o    | xx   | 2.26      | q    |
| 5          | Martin Günther     | Germania      | o    | xxo  | xo   | xxx  | 2.26      | q    |
| 6          | Kabelo Kgosiemang  | Botswana      | o    | o    | xxo  | xx   | 2.26      | q    |
| 6          | Kyriakos Iōannou   | Cipro         | -    | o    | xxo  | xx   | 2.26      | q    |
| 6          | Dusty Jonas        | Stati Uniti   | o    | o    | xxo  | xx   | 2.26      | q    |
| 9          | Tom Parsons        | Gran Bretagna | o    | xo   | xxo  | xxx  | 2.26      |      |
| 9          | Yuriy Krymarenko   | Ucraina       | xo   | o    | xxo  | xxx  | 2.26      | SB   |
| 11         | Trevor Barry       | Bahamas       | o    | o    | xxx  |      | 2.23      | SB   |
| 11         | Jaroslav Bába      | Rep. Ceca     | o    | o    | xxx  |      | 2.23      |      |
| 11         | Osku Torro         | Finlandia     | o    | o    | xxx  |      | 2.23      |      |
| 14         | Mutaz Essa Barshim | Qatar         | o    | xo   | xxx  |      | 2.23      |      |
| 15         | Donald Thomas      | Bahamas       | xo   | xxx  |      |      | 2.18      |      |
| NCL        | Zhang Shufeng      | Cina          | xx-R |      |      |      | NM        |      |
| NCL        | Sergey Zasimovich  | Kazakistan    | xxx  |      |      |      | NM        |      |
| NCL        | Dmytro Dem'yanyuk  | Ucraina       | xR   |      |      |      | NM        |      |
|            | Mickaël Hanany     | Francia       |      |      |      |      | DNS       |      |

### Finale
| Classifica | Atleta            | Nazionalità   | 2.20 | 2.24 | 2.28 | 2.31 | 2.33 | 2.35 | 2.36 | 2.41 | Risultati | Note |
| ---------- | ----------------- | ------------- | ---- | ---- | ---- | ---- | ---- | ---- | ---- | ---- | --------- | ---- |
| 1          | Ivan Ukhov        | Russia        | o    | o    | x-   | o    | o    | —    | o    | xx   | 2.36      |      |
| 2          | Yaroslav Rybakov  | Russia        | o    | o    | o    | o    | xxx  |      |      |      | 2.31      |      |
| 3          | Dusty Jonas       | Stati Uniti   | o    | o    | o    | xo   | xxx  |      |      |      | 2.31      |      |
| 4          | Kyriakos Iōannou  | Cipro         | xxo  | o    | o    | xxx  |      |      |      |      | 2.28      |      |
| 5          | Jesse Williams    | Stati Uniti   | o    | —    | xo   | xx-  | x    |      |      |      | 2.28      |      |
| 6          | Kabelo Kgosiemang | Botswana      | xo   | o    | xxo  | xxx  |      |      |      |      | 2.28      | NR   |
| 7          | Samson Oni        | Gran Bretagna | o    | o    | xxx  |      |      |      |      |      | 2.24      |      |
| 8          | Martin Günther    | Germania      | xo   | xxo  | xxx  |      |      |      |      |      | 2.24      |      |